# Tie Your Mother Down
Singles de Queen
Somebody to Love
(1976) Teo Torriatte (Let Us Cling Together)
(1977)
Tie Your Mother Down est une chanson du groupe de rock britannique Queen, sortie en single en 1977. Il s'agit du second extrait de l'album A Day At The Races, sorti en 1976.

## Historique
Brian May commence à écrire la chanson lors de ses études à Tenerife pour obtenir son Philosophiæ doctor en astronomie. Il compose le riff sur une guitare espagnole et un matin, il chante dessus « tie your mother down » (« attache ta mère »), au départ juste comme une blague. Plus tard, Freddie Mercury l'encouragera finalement à garder la phrase. Dans une émission sur BBC Radio 4, Brian May avouera qu'il s'est inspiré du titre On the Boards du groupe Taste.
La chanson n'est pas incluse dans les premières éditions de la compilation Greatest Hits (1981), mais sera rajoutée dans certaines rééditions dans quelques pays. La chanson est cependant présente sur la compilation Queen Rocks (1997), regroupant les morceaux les plus hard rock du groupe.

## Clip
Le clip de la chanson est une vidéo promotionnelle réalisée par le collaborateur régulier de Queen, Bruce Gowers. Le tournage a eu lieu durant une performance du groupe au Nassau Coliseum de Long Island à New York, en février 1977 durant la tournée américaine.

## Reprises
- Foo Fighters featuring Brian May & Roger Taylor - Skin and Bones (version  Royaume-Uni)
- L.A. Guns - Rips the Covers Off
- Lemmy Kilmister & Ted Nugent - Dragon Attack: A Tribute to Queen (1997)
- Lynch Mob - Lynch Mob
- Shinedown - Killer Queen: A Tribute to Queen
- Warrant - Under the Influence
- Adrenaline Mob - Dearly Departed
- Kerry Ellis & Brian May (durant leur tournée)
- Brandi Carlile - dans la mini-série TV When We Rise

## Classements
| Classement (1977)                      | Meilleure place |
| -------------------------------------- | --------------- |
| Belgique (Flandre Ultratop 50 Singles) | 18              |
| États-Unis (Hot 100)                   | 49              |
| Pays-Bas (Single Top 100)              | 10              |
| Pays-Bas (Single Tip)                  | 11              |
| Royaume-Uni (UK Singles Chart)         | 31              |

| Classement (1998)              | Meilleure place |
| ------------------------------ | --------------- |
| Royaume-Uni (UK Singles Chart) | 13              |

## Crédits
- Freddie Mercury : chant principal et chœurs
- Brian May : guitare électrique et chœurs
- Roger Taylor : batterie, gong et chœurs
- John Deacon : guitare basse

## Dans la culture populaire
La chanson est présente sur la bande originale du film Super Mario Bros. (1993).